# Йорг Зібенгандль
Йорг Зібенгандль (нім. Jörg Siebenhandl, нар. 18 січня 1990, Відень) — австрійський футболіст, воротар клубу ЛАСК (Лінц). Відомий також за виступами в клубах «Вінер-Нойштадт», «Штурм» (Грац) та «Адміра-Ваккер», а також у складі національної збірної Австрії. Володар Кубка Австрії.

## Клубна кар'єра
Йорг Зібенгандль дебютував у дорослому футболі 2008 року виступами за нижчолігову австрійську команду «Вінерберг», в якій провів один сезон. У 2009 році футболіст перейшов до складу клубу «Вінер-Нойштадт», в якому грав до 2014 року, провівши за цей час 73 матчі в чемпіонаті країни.
У 2014 році Йорг Зібенгандль перейшов до складу клубу «Адміра-Ваккер», у складі якого грав до 2016 року, та зіграв у складі команди 50 матчів.
Протягом 2016—2017 років Йорг Зібенгандль захищав ворота нижчолігового німецького клубу «Вюрцбургер Кікерс».
У 2017 році Зібенгандль повернувся на батьківщину, де став гравцем клубу «Штурм» (Грац). До середини 2023 року відіграв за команду з Граца 179 матчі в національному чемпіонаті. З середини 2023 року футболіст грає у складу клубу ЛАСК.

## Виступи за збірні
Протягом 2011—2012 років Йорг Зібенгандль залучався до складу молодіжної збірної Австрії, на молодіжному рівні зіграв у 6 матчах, пропустив 6 голів. 2018 року Зібенгандль дебютував у складі національної збірної Австрії, станом на липень 2022 року зіграв у її складі 2 матчі.

## Титули і досягнення
- Володар Кубка Австрії (2):

«Штурм» (Грац): 2017-18, 2022-23